# Чернышёв, Василий Ефимович
Василий Ефимович Чернышёв (26 августа 1908, с. Красное, Ливенский уезд, Орловская губерния, Российская империя — 12 ноября 1969, Москва, СССР) — советский военный, государственный и партийный деятель, генерал-майор (16.09.1943). Герой Советского Союза (1944).
Член ЦК КПСС. Депутат Верховного Совета СССР (1950—1969).

## Биография

Могила Чернышёва на Новодевичьем кладбище Москвы

Родился 7 сентября 1908 в селе Красное Ливенского уезда Орловской губернии Российской империи (ныне село в составе Ливенского района Орловской области России).
В 1921 году, в возрасте 13 лет, устроился учеником на Троицкий завод. Позже работал на станции Брянск, посещал железнодорожную вечернюю школу.
В 1926 году призван в ряды Красной Армии. В 1927 году окончил Орловское военное пехотное училище, в том же году демобилизовался. После демобилизации направлен на рабфак Московского авиационного института, затем — в Брянский коммунистический университет.
Член ВКП(б) с 1928 года. С 1930 года, после окончания университета — на комсомольской, а с 1937 года — на партийной работе. Некоторое время работал первым секретарём Жлобинского райкома КП(б) Беларуси.
Участник Великой Отечественной войны с 1941 года. Был одним из руководителей партизанского движения в Белоруссии, подпольная кличка — «Батька Платон».
Указом Президиума Верховного Совета СССР «О присвоении звания Героя Советского Союза белорусским партизанам» от 1 января 1944 года за  «образцовое выполнение правительственных заданий в борьбе против немецко-фашистских захватчиков в тылу противника и проявленные при этом отвагу и геройство и за особые заслуги в развитии партизанского движения в Белоруссии» удостоен звания Героя Советского Союза с вручением ордена Ленина и медали «Золотая Звезда» (№ 3638).
С 1944 года 1-й секретарь Брестского, в 1948—1950 годах Минского обкома. В 1950—1951 годах секретарь ЦК КП Белорусской ССР. На место снятого в 1950 году Николая Гусарова Председатель СМ БССР А. Е. Клещев, Председатель Президиума ВС БССР В. И. Козлов, секретарь ЦК КП(б)Б М. В. Зимянин, заместитель Председателя СМ БССР П. А. Абрасимов предлагали кандидатуру В. Е. Чернышёва, однако она была отклонена.
В 1951—1959 годах 1-й секретарь Калининградского обкома. Член ЦК КПСС с 1952 года. Активный участник и организатор становления новой области Советской России, один из самых успешных её руководителей. В период руководства Чернышёвым Калининградской областью объём промышленной продукции региона вырос в пять раз, а рыбной — в семь раз. В 1957 году добился перевода в Калининград Московского технического института рыбной промышленности и хозяйства, став таким образом "крёстным отцом" Калининградского технического института, который в честь своего основателя получил неофициальное название "Василиум". Чернышёв инициировал первую рыбную экспедицию в Антарктику (30 ноября 1955 года из порта Калининград в первый антарктический рейс отправился флагман экспедиции дизель-электроход «Обь»).
в 1959—1969 годах 1-й секретарь Приморского крайкома КПСС. В 1969 году заместитель председателя Комитета партийного контроля при ЦК КПСС.
Похоронен на Новодевичьем кладбище.

## Награды
Награждён шестью орденами Ленина, орденом Суворова 1-й степени, орденом Трудового Красного Знамени, орденом Красной Звезды, медалями.

## Память
- Его именем названы улица и колледж лёгкой промышленности в Барановичах.
- 9 июня 2007 года во Владивостоке на фасаде здания по адресу: улица Светланская, дом № 47, где ранее располагался Приморский крайком КПСС, установлена мемориальная доска в память о Чернышёве.
- 6 ноября 2016 года на фасаде Калининградского государственного технического университета установлена мемориальная доска В. Е. Чернышёву[6].